# Comando de Operaciones Especiales del Ejército de los Estados Unidos
El Comando de Operaciones Especiales del Ejército de los Estados Unidos, en inglés: United States Army Special Operations Command (USASOC o ARSOC), es el comando encargado de supervisar las distintas Fuerzas de Operaciones Especiales (SOF) del Ejército de los Estados Unidos. Es parte del Comando de Operaciones Especiales de los Estados Unidos (USSOCOM). El comandante de la unidad es el Teniente general John F. Mulholland Jr.